# 비아이시티 호텔 & 오피스
비아이시티 호텔 & 오피스(영어: BI CITY Hotel & Office)는 대한민국 부산광역시 남구 문현동에 위치하고 있다. 호텔은 지상 36층, 높이는 165m다. 비아이시티는 2015년 9월에 착공하여 2018년 8월에 준공되었고 비아이시티몰 상가는 11월에 준공되었다.
아바니 센트럴 부산은 지상 36층, 지하 7층이며 비즈니스 호텔이 있고 객실은 306실으로 구성된다. 오피스는 비즈니스 호텔 앞에 바로 있다.

## 역사
주변에는 문현금융단지 1단계의 진행이 완료된 적이 있다. 비아이시티 호텔 & 오피스가 착공되기 전에 부산국제금융센터(63층, 289m)가 2010년에 착공하였고 2014년에 완공되었다. 완공 당시 부산에서 가장 높은 오피스 빌딩이다. 그리고 서울 제3국제금융센터(55층, 285m)보다 높은 건물이다. 2015년에는 문현금융단지 2단계 사업이 시작된다. 비아이시티 호텔&오피스 착공하고 2018년 8월에 준공되었다. 완공 당시 부산광역시 남구에서 가장 높은 호텔 & 오피스가 되었다. 11월 비아이시티몰 상가가 준공되었다.

## 높이
호텔 & 오피스는 부산광역시 남구에서 가장 높은 호텔과 오피스를 포함한 건물이다. 주변에는 부산광역시에서 가장 높은 오피스 빌딩인 부산국제금융센터(63층, 289m)가 있다. 또 다른 주변에는 문현금융단지 3단계 개발이 현재 진행중이다. 문현금융단지 3단계인 BIFC II(49층, 199m)는 비아이시티 호텔 & 오피스(36층, 165m)보다 높게 건설할 예정이다. 층수와 높이가 있는데 더 높게 건설할 예정이다.

## 특징
호텔은 높은 층에 있고 오피스는 중간 층에 있다. 피난안전구역(피난안전층)이 있다. 비아이시티 오피스텔(49층, 188m) 24층에 있고 비아이시티 호텔 & 오피스(36층, 165m) 18층에 있다.

## 내부 시설
호텔과 오피스가 있다.
| 층수                | 용도                    |
| ------------------- | ----------------------- |
| 36층                | 스카이라운지            |
| 20층 ~ 35층         | 객실                    |
| 19층                | 객실, 아바니 테라피     |
| 18층                | 피난안전구역            |
| 7층 ~ 17층          | 업무시설                |
| 6층                 | 아바니피트              |
| 5층                 | 아바니 홀               |
| 4층                 | 더 큐브 레스토랑 브릿지 |
| 3층                 | 더 가든                 |
| 2층                 | -                       |
| 1층                 | 프론트 데스크 컨시어지  |
| 지하 1층            | 판매시설                |
| 지하 4층 ~ 지하 2층 | 지하주차장              |
| 지하 7층 ~ 지하 5층 | -                       |

## 사고
2017년 12월 20일 오후 1시 15분, 콘크리트 추락 사고가 발생했으며 차량 16대가 파손됐다.

## 같이 보기
- 비아이시티 오피스텔
- 대한민국의 호텔 목록
- 부산광역시의 마천루 목록